# طب سنتی ژاپنی

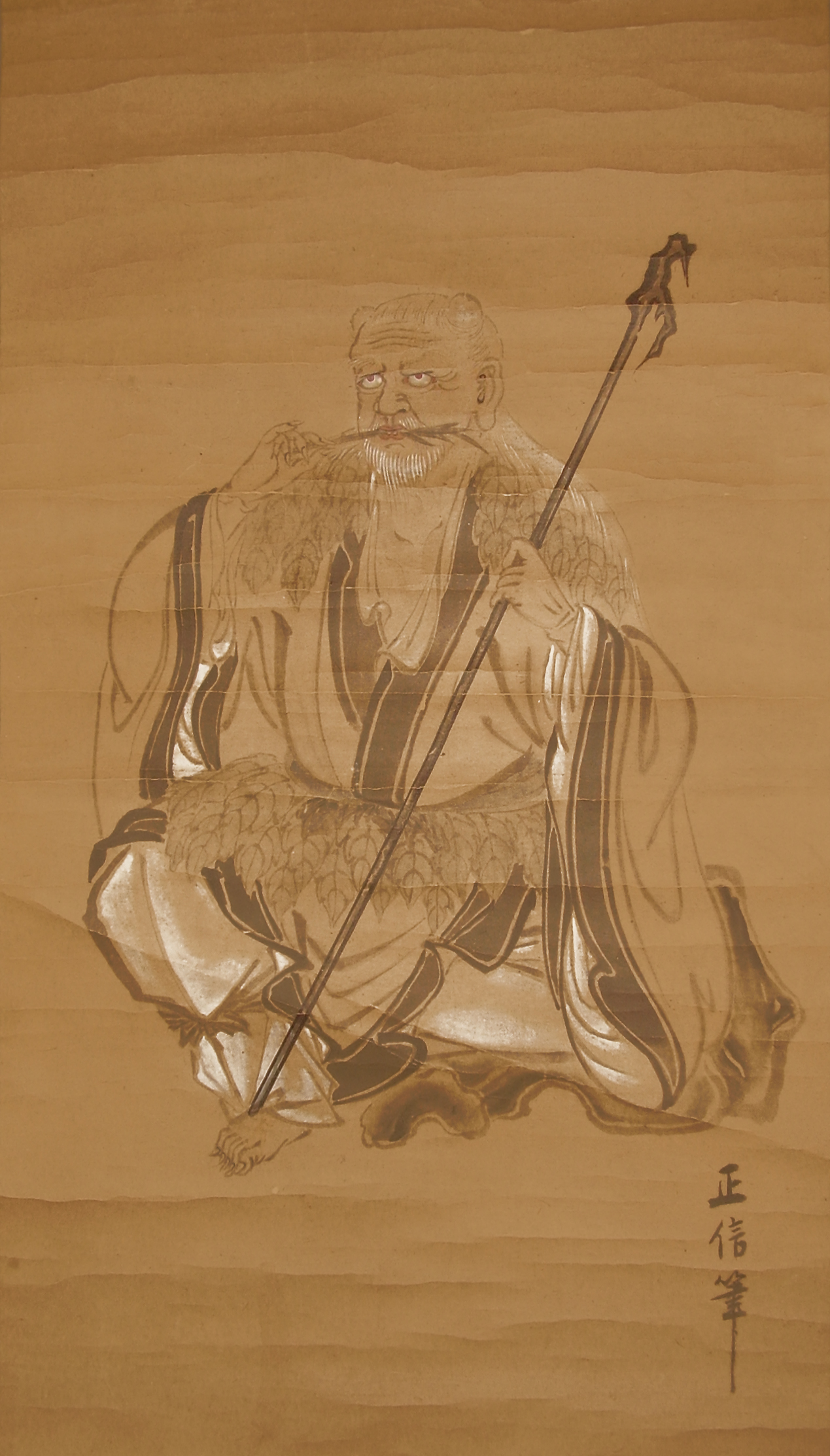
شنونگ (به ژاپنی: Shinnō) چشیدن گیاهان برای تعیین کیفیت آنها (طومار ژاپنی قرن نوزدهم)

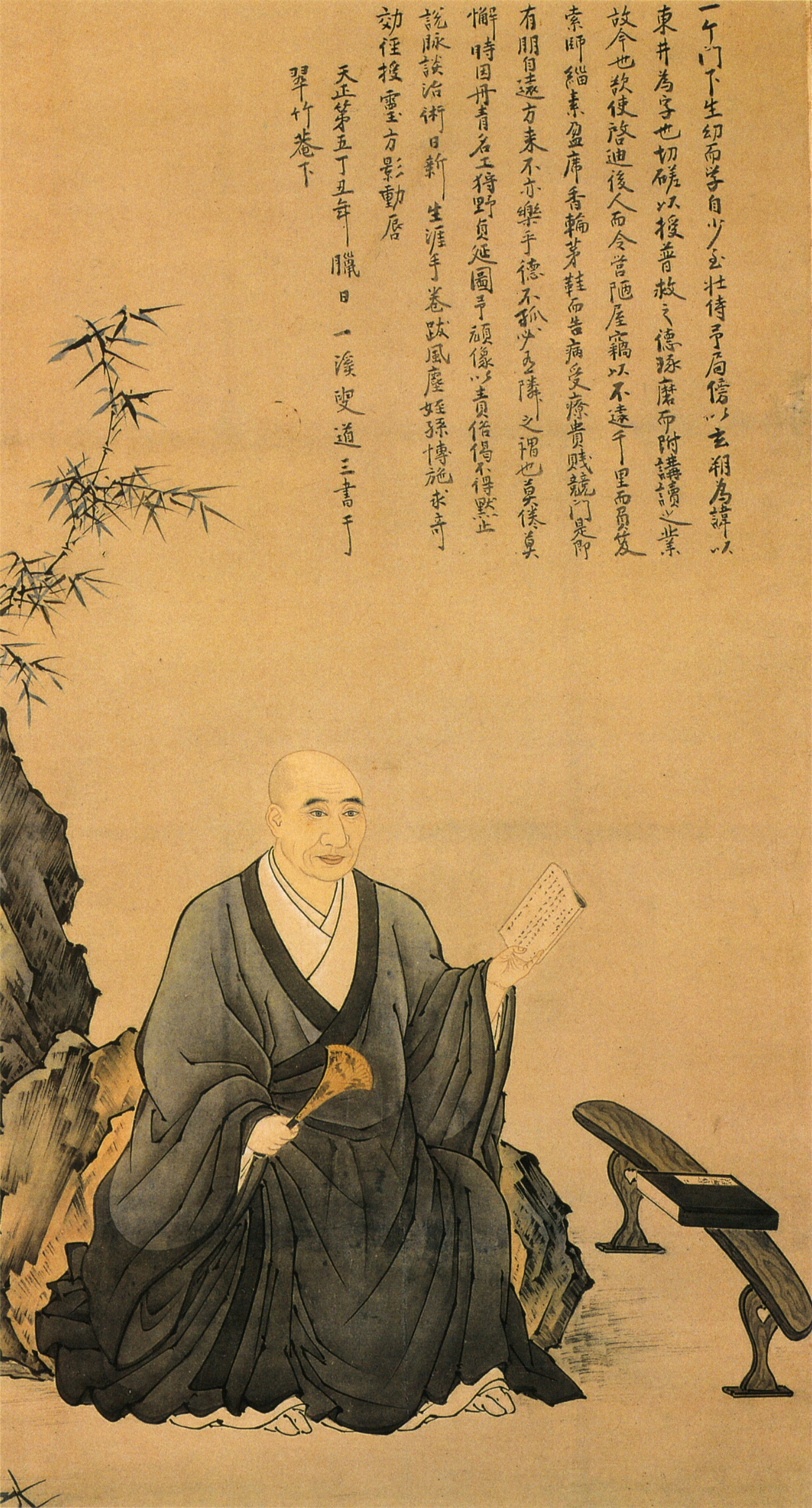
ماناسه دوسان (۱۵۰۷–۱۵۰۷) که پایه‌های پزشکی مستقل‌تر ژاپنی را بنا نهاد.

کامپو یا کانپو (漢方医学 Kanpō igaku) به مطالعه  پزشکی سنتی ژاپنی گفته می‌شود که از قرن هفتم آغاز شد. طب سنتی ژاپنی از بیشتر روش‌های چینی از جمله طب سوزنی، فتیله‌گذاری، گیاه‌شناسی سنتی چینی و غذادرمانی سنتی استفاده می‌کند.